# Store Færder
Store Færder est une petite île de la commune de Færder , dans le comté de Vestfold en Norvège.

## Description
Store Færder est une île proéminente du fjord extérieur d'Oslo située au sud-est de Tjøme.
Le deuxième phare de Norvège a été allumé ici en 1697. L'île, avec sa hauteur, sa position et sa forme facilement reconnaissable, a évidemment été importante pour la navigation dans le Skagerrak il y a longtemps, bien avant la construction du phare. L'île marque l'entrée du fjord d'Oslo, et était un marqueur pour les navires qui naviguaient du Skagerrak au Cattégat ou vice versa, dans le passage entre la mer du Nord et la mer Baltique, la route commerciale la plus importante d'Europe du Nord pendant plusieurs centaines d'années. 
En 1857, le phare a été déplacé à Tristein un peu plus au sud dans la mer. Déjà au XVIIIe siècle, Tristein s'appelait Lille Færder.
Au point culminant de Store Færder se trouvent les ruines du premier phare de Færder. C'était un phare privé en forme de chaudière ouverte et forgée. Le chaudron était posé sur le sol et le gardien du phare le remplissait de charbon et de bois de chauffage toute la nuit. En 1799, le public prend en charge l'exploitation du phare, et une tour avec une grande lanterne est achevée en 1802. Le phare à charbon est remplacé par un appareil à lentille et des lampes alimentées au pétrole en 1852. Les ruines du phare au sommet de Store Færder est encore visible et elles ont été protégées par le ministère de l'Environnement en 1997.
Store Færder est devenu une partie du parc national de Færder en 2013 et était auparavant inclus dans la Zone de conservation du paysage Ormø–Færder de 2006.